# Ghislain de Rasilly
Ghislain Marie Raoul Suzanne de Rasilly (Juvardeil, França, 9 de julho de 1943) - padre católico francês, bispo de Wallis e Futuna em 2005-2018.
Foi ordenado sacerdote em 6 de novembro de 1971 como membro da Sociedade Mariana (Maristas). Ele trabalhou principalmente em instituições monásticas na Nova Caledônia. Nos anos de 2001-2002 foi superior da congregação naquela região, e em 2003 foi eleito vigário da Província das Ilhas do Pacífico.
Em 20 de junho de 2005, o Papa Bento XVI o nomeou Bispo de Wallis e Futuna. Foi ordenado bispo em 7 de agosto de 2005 pelo arcebispo Charles Balvo.
Em 24 de dezembro de 2018, o Papa aceitou sua renúncia ao cargo, apresentada por causa de sua idade.